# Walter Harrison (cầu thủ bóng đá)
Walter Harrison (16 tháng 1 năm 1923 – 1979) là một cầu thủ bóng đá người Anh thi đấu ở Football League cho Chesterfield và Leicester City.